# هنانیتسه
هنانیتسه (به چکی: Hnanice) یک منطقهٔ مسکونی در جمهوری چک است که در ناحیه زنویمو واقع شده‌است. هنانیتسه ۷٫۷۷ کیلومتر مربع مساحت و ۳۲۷ نفر جمعیت دارد و ۲۶۸ متر بالاتر از سطح دریا واقع شده‌است.